# Geostachys
Geostachys là một chi thực vật có hoa trong họ Zingiberaceae. Chi này là bản địa Đông Nam Á.

## Lịch sử phân loại
Năm 1892 John Gilbert Baker tạo ra phân chi Geostachys trong chi Alpinia, với 2 loài xếp trong phân chi này là A. decurvata và A. secunda. Năm 1898, Henry Nicholas Ridley nâng cấp phân chi này thành chi tách biệt, với 5 loài là G. decurvata, G. secunda, G. elegans, G. penangensis, G. rupestris.

## Mô tả
Thân rễ dạng gỗ, mập, không ngầm dưới mặt đất, với các rễ mập. Thân lá cao 0,6-0,9 m (2-3 ft) với các lá hình mũi mác nhọn đầu, nhẵn nhụi, có cuống lá. Các cán hoa bên thường ngắn cong xuống tới mức nằm ngay trên mặt đất (ở một loài mọc thẳng). Hoa sắp xếp một bên, 2 hoặc 3 hoa trong một lá bắc dạng giấy màu nâu, khô, trên một cuống ngắn, thò ra nhưng ít từ lá bắc cuốn trong. Đài hoa hình ống có mo với phiến nguyên, nhọn đầu; ống tràng hoa ngắn hơn đài hoa, dày, các thùy thuôn dài bằng ống tràng; môi nguyên, hình trứng ngược, dài như tràng hoa. Nhị với chỉ nhị ngắn và bao phấn thẳng với mào thuôn tròn nhỏ hoặc không có, không có nhị lép.

## Các loài
Danh sách loài:
- Geostachys angustifolia K.Larsen, 1896 - Thái Lan.
- Geostachys annamensis Ridl., 1921 - Việt Nam. Tên tiếng Việt: Địa sa Trung Bộ.[6]
- Geostachys aristata Škorničk., Q.B.Nguyen & H.Ð.Trần, 2023 - Việt Nam.[7]
- Geostachys belumensis C.K.Lim & K.H.Lau, 2005 - Malaysia bán đảo.
- Geostachys chayanii Mayoe, 2010 - Thái Lan.
- Geostachys decurvata (Baker) Ridl., 1899 - Malaysia bán đảo.
- Geostachys densiflora Ridl., 1920 không K.Larsen, 1962 - Perak, Pahang.
- Geostachys elegans Ridl., 1899 - Malaysia bán đảo.
- Geostachys erectifrons K.H.Lau, C.K.Lim & Mat-Salleh, 2005 - Malaysia bán đảo.
- Geostachys holttumii K.Larsen, 1962 - Thái Lan.
- Geostachys kerrii K.Larsen, 1972 - Thái Lan.
- Geostachys leucantha B.C.Stone, 1980 - Malaysia bán đảo.
- Geostachys maliauensis C.K.Lim & K.H.Lau, 2006 - Sabah.
- Geostachys megaphylla Holttum, 1950 - Malaysia bán đảo.
- Geostachys montana (Ridl.) Holttum, 1950 - Malaysia bán đảo.
- Geostachys penangensis Ridl., 1899 - Pulau Pinang.
- Geostachys pierreana Gagnep., 1906 - Campuchia, Việt Nam. Tên tiếng Việt: Địa sa Pierre.[8]
- Geostachys primulina Ridl., 1920 - Malaysia bán đảo.
- Geostachys rupestris Ridl., 1899 - Malaysia bán đảo.
- Geostachys secunda (Baker) Ridl., 1899 - Malaysia bán đảo.
- Geostachys sericea (Ridl.) Holttum, 1950 - Malaysia bán đảo.
- Geostachys smitinandii K.Larsen, 2001 - Thái Lan.
- Geostachys sumatrana Valeton, 1921 - Sumatra.
- Geostachys tahanensis Holttum, 1950 - Pahang.
- Geostachys taipingensis Holttum, 1950 - Malaysia bán đảo.
- Geostachys tratensis Picheans. & Mayoe, 2011 - Thái Lan.